# Iaszok
A iaszok – Caius Plinius Secundus munkájában Iasii – kelták uralta illírek voltak, s Felső-Pannonia területén laktak. Plinius azt mondja róluk, hogy a Dráva két partján éltek, a serrapili és az andizetes nevű nép között.
Klaudiosz Ptolemaiosz is említi őket a felső-pannoniai törzsek között, ám téved, amikor lakóhelyüket az obii néptől nyugatra, azaz a Dunántúlra, a Balaton tájára helyezi. Hogy Plinius feljegyzése közelebb állhat a valósághoz, kitűnik abból is, hogy Aquae Iasae, melyről a nép nevét kapta, a mai Varasdfürdő helyén volt, Daruvárott pedig, melyet a rómaiak Aquae Balissae néven ismertek, egy kőre vésett felirat került elő, mely szerint ott volt Respublica Iasorum (Iasok Köztársasága). A Iasus név, az illetőség megjelölésére, előfordul egy katonai diplomán is, amely Domitianus császár idejében keletkezett.